# مارينا بيرسون
مارينا بيرسون (بالبرتغالية: Marina Person‏) هي منتجة أفلام وكاتبة سيناريو ومخرجة وممثلة برازيلية، ولدت في 15 فبراير 1969 في ساو باولو في البرازيل.

## وصلات خارجية
- مارينا بيرسون على موقع IMDb (الإنجليزية)
- مارينا بيرسون على موقع ألو سيني (الفرنسية)
- مارينا بيرسون على موقع قاعدة بيانات الفيلم (الإنجليزية)
- مارينا بيرسون على موقع كينوبويسك (الروسية)